# Dreemy
Emma Linnéa Gustafsson, känd under artistnamnet Dreemy, född 7 maj 1993 i Göteborg i Sverige, är en Stockholmsbaserad sångare, låtskrivare och musikproducent. Hon slog igenom 2017 med sin debutsingel Dreamgirl, och har bland annat blivit omnämnd i Bon som en av Sveriges mest intressanta musiker.

## Karriär
Dreemys musik är en blandning av elektronisk pop och R&B. Musiken anspelar ofta på hybris, femininitet, och känslolivets höga toppar och djupa dalar. Hon skriver och producerar oftast sin musik på egen hand, även om hon också samarbetar med andra musikskapare.
Dreemy var tidigare medlem i drömpopbandet Heart/Dancer som hon hade tillsammans med låtskrivaren och producenten Joakim Buddee, där de båda sjöng, skrev och producerade musiken. Dreemy var dessutom gitarrist och basist. Bandet var främst aktivt 2014-2015, men hann under den tiden släppa flertalet väl mottagna singlar, albumet My Heart Is A Dancer, samt en cover av Shoreline som roterades på P3 Sveriges Radio. Musiken släpptes på indieskivbolaget Sommarhjärta som drevs av artisten Summer Heart. Heart/Dancer turnerade även i Europa, med spelningar bland annat i London, Paris och Stockholm. 
2015 började hon samarbeta med artisten, låtskrivaren och producenten Hanna Hasselberg, mer känd som HELH. Arbetet resulterade i HELHs debutsingel Body som producerades och mixades av Dreemy. Singeln släpptes på det Stockholmsbaserade indieskivbolaget Cherish Label , en plattform som endast släppte musik skriven av och producerad av kvinnor och icke-binära. Dreemy och HELH har än idag ett tätt samarbete, och de driver bland annat musikkollektivet och skivbolaget Dreambody tillsammans.
Dreemy släppte 2017, då under artistnamnet Linnéa, sin debutsingel Dreamgirl, vilken fick stor respons. Bland annat blev hon fotograferad och intervjuad av mode- och kulturmagasinet Bon Magazine som gjorde serien “ARMÉN” där de kallade in Sveriges mest intressanta musiker, konstnärer och kulturpersonligheter för att klä dem i säsongens kollektioner . Dreamgirl släpptes på Cherish Label och hade releasefest på Trädgården i Stockholm. Uppföljaren So Real kom 2018. 2021 började Dreemy släppa musik på svenska. Singeln 12/7 släpptes på egna bolaget Dreemy Productions. Låten har även en musikvideo regisserad och producerad av Dreemy själv. 12/7 följdes därefter upp av den engelska låten Jaded senare samma år. Dreemy har meddelat att hon kommer göra ytterligare släpp under 2023.
Dreemy har även jobbat med flertalet andra artister och band, så som Beatrice Eli, Dolores Haze, april june, Margaret, Mira Aasma, foreverandever<3, Lukas Lind, Ingrid Witt, med flera.

## Privatliv
Emma Linnéa Gustafsson föddes i Göteborg 7 maj 1993, men flyttade efter ett par år till Trollhättan, och därefter till Vänersborg där hon till störst del växte upp. Linnéa började med musik som 13-åring, och var med i ett flertal band under sin studietid. Hon tog studenten från estetiska programmet på Birger Sjöberggymnasiet Birger Sjöberggymnasiet 2012. Följande läsår studerade hon på Kaggeholms folkhögskola utanför Stockholm, där hon gick låtskrivarlinjen och ensemblelinjen parallellt. 
Efter folkhögskolestudierna varvade hon musikskapande med extrajobbande fram till sommaren 2016, då Linnéa blev sjukskriven för utmattningssyndrom under ett halvårs tid. Efter en periods arbetande påbörjade hon 2018 tekniskt basår vid Kungliga Tekniska Högskolan i Stockholm, för att därefter studera till civilingenjör i medieteknik med master inom datalogi. 

## Diskografi

### Singlar
- 2017 – Dreamgirl
- 2018 – So Real
- 2021 – 12/7
- 2021 – Jaded

### Features
- 2021 – Lukas Lind feat. Dreemy – Nå varandra